# Clermont-le-Fort
 Clermont-le-Fort  es una población y comuna francesa, en la región de Mediodía-Pirineos, departamento de Alto Garona, en el distrito de Toulouse y cantón de Castanet-Tolosan.

## Demografía
| 243 | 242 | 250 | 308 | 359 | 464 |
| Para los censos de 1962 a 1999 la población legal corresponde a la población sin duplicidades (Fuente: INSEE [Consultar]) |     |     |     |     |     |

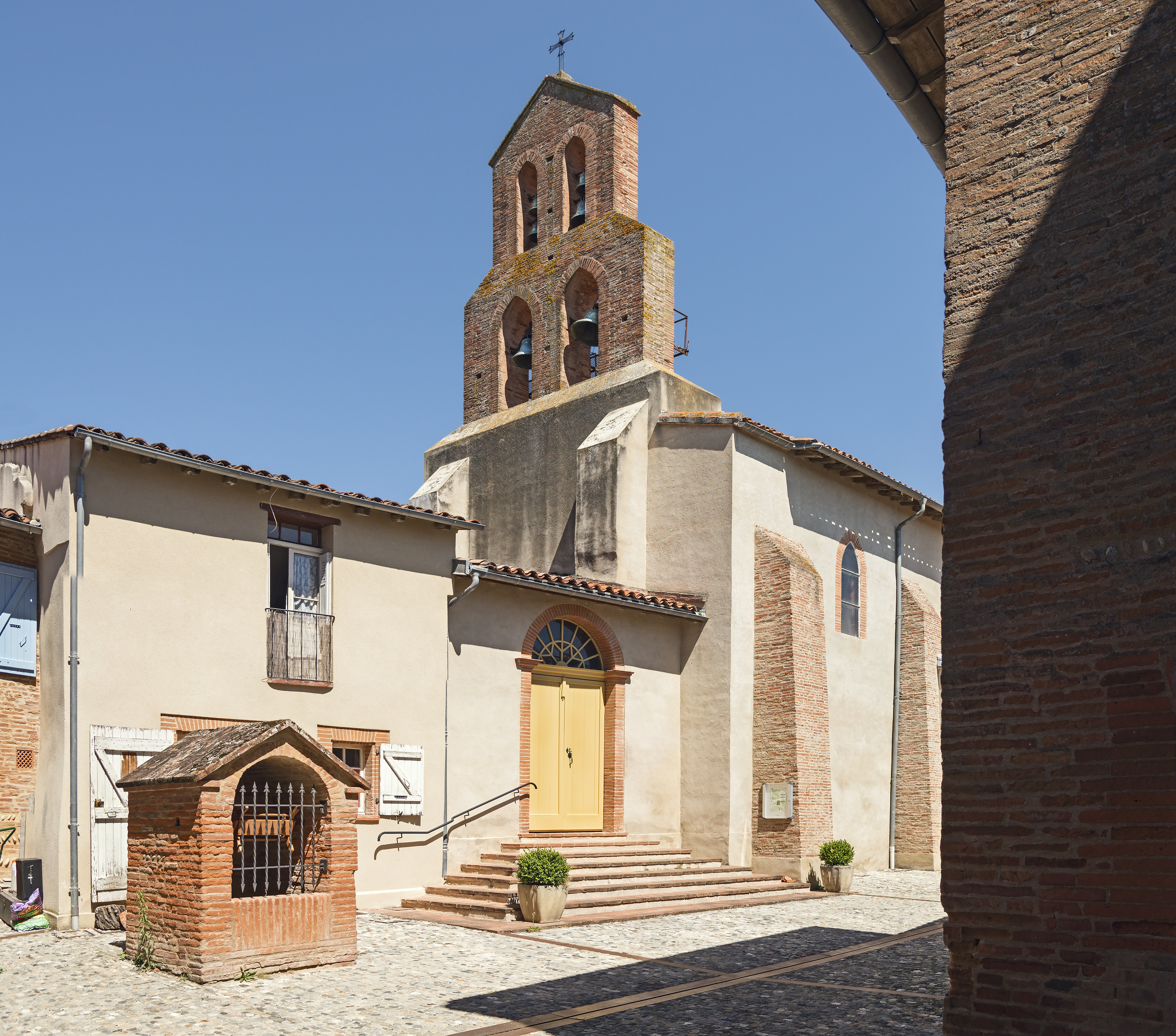
Iglesia.
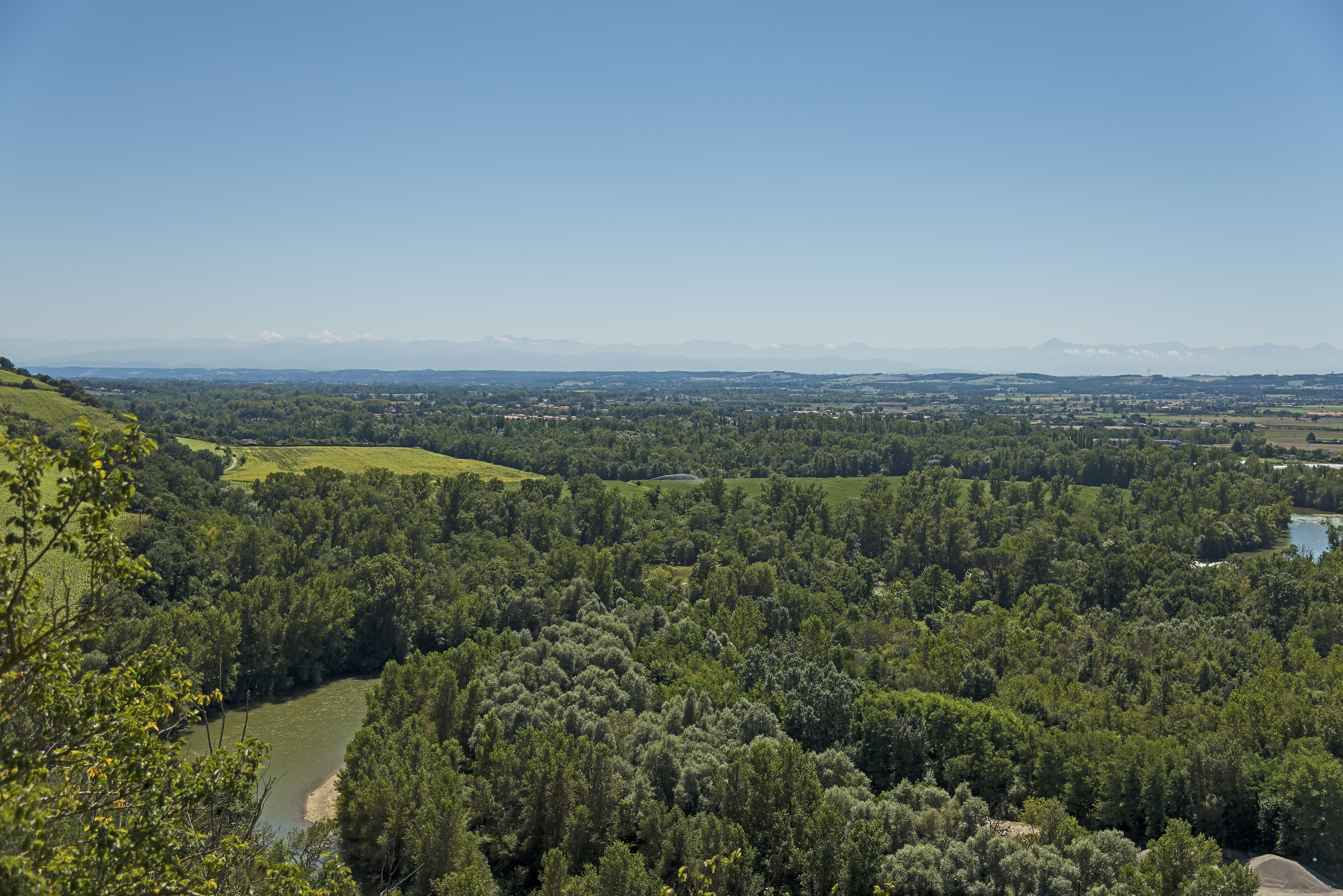
Panorama.